# James Alexander Walker
James Alexander Walker (27 août 1832 - 21 octobre 1901) est un avocat de Virginie, homme politique, et général confédéré au cours de la guerre de Sécession, plus tard, siégeant en tant que membre du congrès des États-Unis pendant deux mandats. Il gagne le surnom de « Stonewall Jim », au cours de son  commandement de la célèbre brigade de Stonewall.

## Avant la guerre
Walker naît près de Mount Meridian dans le comté d'Augusta, en Virginie, le 27 août 1832(p764). Il fréquente des écoles privées dans sa jeunesse, et entre à l'institut militaire de Virginie. En 1852, alors qu'il est dans la classe de philosophie naturelle et expérimentale du commandant Thomas Jackson, le cadet Walker perçoit que Jackson met au défi son intégrité. Par conséquent, il refuse de se conformer à une directive de Jackson de s'asseoir et d'« arrêter de parler » à moins que Jackson ne s'arrête aussi de parler. Jackson expulse Walker de la classe et l'accuse d'avoir désobéi à un ordre. Le cadet Walker, un officier cadet qui aurait obtenu son diplôme dans quelques semaines seulement, défie Jackson en duel pour défendre son honneur. Walker est traduit en cour martiale et expulsé de l'institut pour insubordination envers un officier. Le nom de Walker est ajouté à la liste des diplômés de la VMI plusieurs années plus tard.
Par la suite, il revient à la vie civile. Il étudie le droit à l'université de Virginie en 1854 et 1855(p764), où il est membre de la fraternité Phi Kappa Psi, avant d'être admis au barreau l'année suivante. Il s'installe avec succès dans la pratique du droit en Newbern dans le comté de Pulaski(p764). En 1858, il épouse Sarah A. Poage du comté d'Augusta, en Virginie. Le couple aura six enfants. Il devient avocat pour le Commonwealth en 1860.

## Guerre de Sécession
Avec le déclenchement de la guerre de Sécession et la sécession ultérieure de la Virginie, Walker entre dans l'armée confédérée, en avril 1861, en tant que capitaine des « Pulaski Guards », qui devient rapidement la compagnie C du 14th Virginia Infantry(p764). En juillet 1861, il est promu lieutenant-colonel et affecté au 13th Virginia Infantry(p764). Walker est de nouveau promu, cette fois colonel, en mars 1862, menant son régiment lors de plusieurs actions. Son régiment fait partie du deuxième corps sous le commandement du lieutenant général Thomas Jackson. Au cours de la campagne du Maryland Walker agit en tant que commandant de brigade à la place d'Isaac Trimble blessé ; mais il est lui-même blessé à la bataille d'Antietam. Lors de la bataille de Fredericksburg, il agit à titre de commandant de la brigade de Jubal Early. Le général Jackson, sur son lit de mort après avoir été abattu par des tirs fratricides lors de la bataille de Chancellorsville, demande que Walker soit nommé commandement de la brigade de Stonewall que Jackson a formée et dirigée en premier. Walker est promu brigadier général et affecté à la brigade de Stonewall en mai 1863(p764).
Il la mène pendant la campagne de Gettysburg, où la brigade participe aux attaques sur Culp's Hill. Walker reçoit le surnom de « Stonewall Jim » pour ses actions. Il est sévèrement blessé à la bataille de Spotsylvania en 1864 et renvoyé chez lui pour récupérer. Après la mort du brigadier général John Pegram pendant la campagne de Petersburg, Walker est affecté au commandement de la division qui avait été commandée par Jubal Early(p764). Il la dirige jusqu'à la reddition à Appomattox.

## Après la guerre
Lorsque la guerre se termine en 1865, il revient à sa pratique du droit et à sa carrière politique ; il est élu démocrate à la Chambre des délégués de Virginie en 1871 et 1872 pour le comté de Pulaski(p764). La VMI lui a décerne un doctorat honorifique en 1872, en reconnaissance de son service lors de la guerre de Sécession. Cinq ans plus tard, il est élu treizième lieutenant-gouverneur de la Virginie(p764).
En 1890, Walker est un membre fondateur de l'association du barreau de Virginie. En 1893, Walker change d'allégeance et rejoint le parti républicain. Il est élu au cinquante-quatrième et cinquante-cinquième Congrès, servant de 1895 à 1899(p764). Au cours de son second mandat, Walker sert en tant que président de la commission des élections.
En 1898, Walker est défait pour la réélection par William F. Rhea. Dans la suite de la contestation de l'élection, une fusillade se produit lors de la déposition, et Walker est blessé. En 1900, Walker concourt de nouveau contre de Rhea et perd. La contestation de Walker pour l'élection de 1900 tombe à sa mort en 1901.

## Mort et héritage
Walker meurt à Wytheville, Virginie le 21 octobre 1901, et est enterré dans le cimetière de l'East End de la ville. Il est le grand-père de M. Caldwell Butler.